# Habib Maïga
Habib Maïga (Gagnoa, 22 de enero de 1996) es un futbolista marfileño que juega de centrocampista en el Ferencváros T. C. de la Nemzeti Bajnokság I. Es internacional con la selección de fútbol de Costa de Marfil.

## Trayectoria
Maïga comenzó su carrera deportiva en el AS Saint-Étienne II, equipo en el que jugó entre 2015 y 2017, cuando dio el salto al primer equipo.
El 4 de marzo de 2017 debutó en la Ligue 1, en un partido frente al SC Bastia.
En febrero de 2018 fue cedido al Arsenal Tula de la Liga Premier de Rusia, y durante la temporada 2018-19 estuvo cedido en el F. C. Metz, de la Ligue 2, equipo con el que rindió muy bien, logrando el ascenso a la Ligue 1, lo que llevó al Metz a adquirir su pase de forma definitiva.

## Selección nacional
Maïga fue internacional sub-17 y sub-23 con la selección de fútbol de Costa de Marfil, antes de convertirse en internacional absoluto el 6 de septiembre de 2019, en un amistoso frente a la selección de fútbol de Benín.

## Clubes
| Club                   | País    | Año       |
| ---------------------- | ------- | --------- |
| A. S. Saint-Étienne II | Francia | 2015-2017 |
| A. S. Saint-Étienne    | Francia | 2017-2019 |
| Arsenal Tula (cedido)  | Rusia   | 2018      |
| F. C. Metz (cedido)    | Francia | 2018-2019 |
| F. C. Metz             | Francia | 2019-2024 |
| Ferencváros T. C.      | Hungría | 2024-act. |

## Palmarés

### Títulos nacionales
| Título              | Club              | País    | Año  |
| ------------------- | ----------------- | ------- | ---- |
| Nemzeti Bajnokság I | Ferencváros T. C. | Hungría | 2024 |
| Nemzeti Bajnokság I | Ferencváros T. C. | Hungría | 2025 |